# Zlín Z-22 Junák

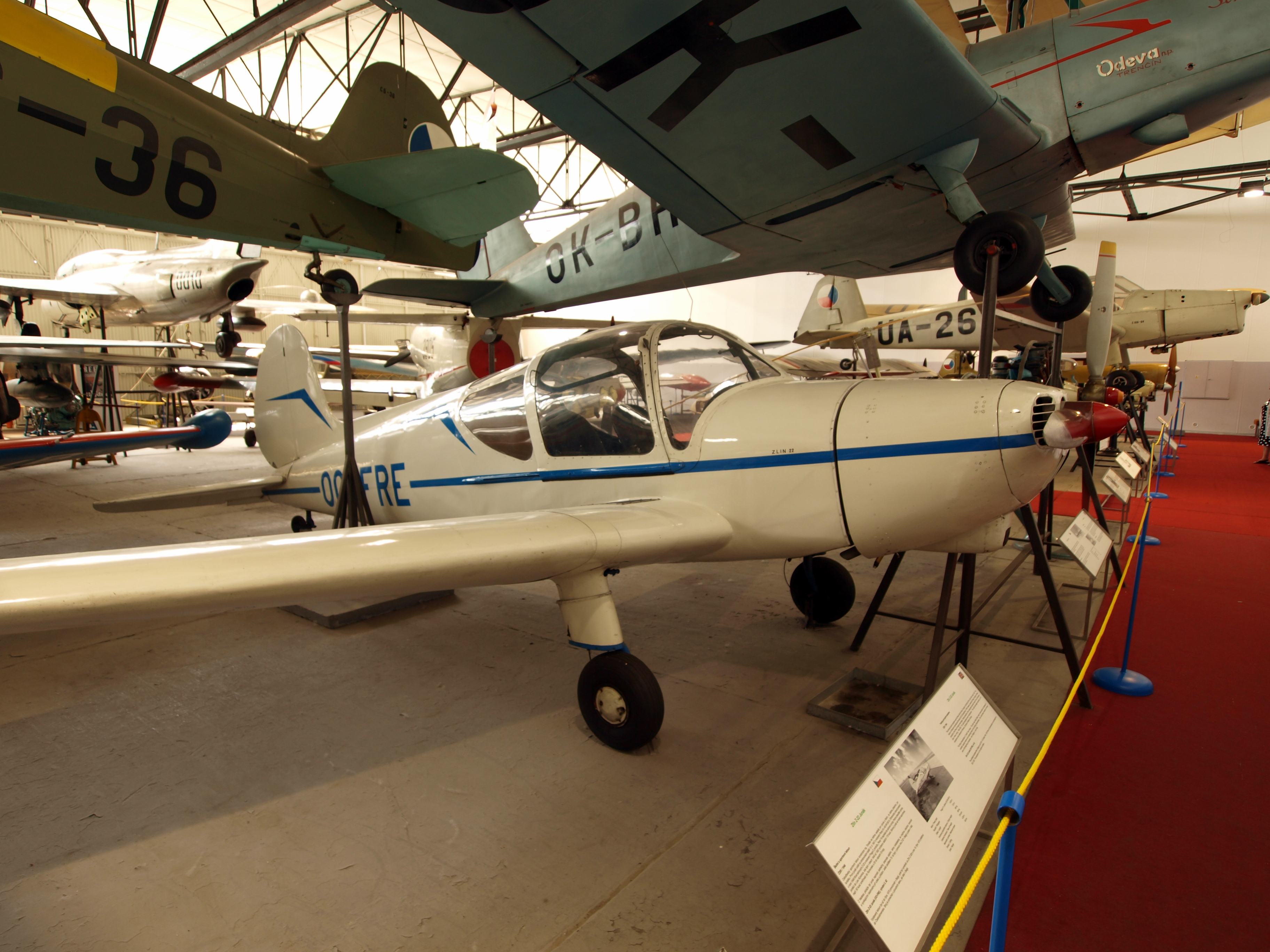
Zlín Z-22 Junák

De Zlín Z-22 Junák (Junák is zowel te vertalen als padvinder en knaap) is een Tsjechoslowaaks civiel laagdekker lesvliegtuig gebouwd door Moravan, toen deze nog Zlín heette. De Z-22 is ontworpen door Karel Tomaš en is een primair lesvliegtuig gebaseerd op de Bücker Bestmann. De eerste vlucht vond plaats in 1946. Na de eerste serie bij Moravan volgde een tweede serie van 170 stuks bij Let. Zo’n 200 Junáks zijn er tot 1950 gebouwd. Er bestaat nog één Z-22, met de Belgische registratie OO-FRE. Deze bevindt zich in het Lucht- en ruimtevaartmuseum in Praag-Kbely.

## Versies
- Z-22: prototype, uitgerust met een Zlín Persy III motor, 43 kW (57 pk).
- Z-22D dubbelzits productieversie, uitgerust met een Praga D motor, 56 kW (75 pk).
- Z-22M: driezits versie, uitgerust met een Walter Minor 4-III motor, 78 kW (105 pk).
- Z-122: drie/vier-zits prototype, uitgerust met een Toma 4 motor, 78 kW (105 pk), slechts 2 gebouwd.
- Z-222: doorontwikkelde versie, nooit gebouwd.

## Specificaties (Z-22D)
- Bemanning: 2, de leerling en de instructeur
- Lengte: 7,25 m
- Spanwijdte: 10,60 m
- Vleugeloppervlak: 14,6 m2
- Leeggewicht: 365 kg
- Startgewicht: 580 kg
- Motor: 1× Praga D, 56 kW (75 pk)
- Maximumsnelheid: 176 km/h
- Kruissnelheid: 155 km/h
- Vliegbereik: 500 km
- Plafond: 4 200 m
- Klimsnelheid: 3,3 m/s

## Gebruikers
Civiele gebruikers:
- België
- Roemenië
- Tsjechoslowakije